# Hetaerina simplex
Hetaerina simplex – gatunek ważki z rodziny świteziankowatych (Calopterygidae). Występuje na terenie Ameryki Południowej.